# تشو لين (كاتبة)
تشو لين (بالصينية: 竹林) هي كاتبة للأطفال وكاتِبة صينية، ولدت في 1949.